# Jorge Busetto
Jorge Busetto es un cantante argentino, líder de la banda One & Dr. Queen, que realiza cóvers del grupo británico Queen.

## Infancia y adolescencia
Busetto nació en La Plata, capital de la provincia de Buenos Aires (República Argentina), el 7 de julio de 1971. En 1989, a la edad de 17 años ingresó en la Universidad Nacional de La Plata, para cursar la carrera de medicina, motivado por la admiración que sentía hacia su padre, el cardiólogo Jorge Busetto. El 17 de junio de 1992 ―mientras estudiaba en la universidad― nació su primer hijo, Franco Busetto. El 9 de noviembre de 1999 nació su segunda hija, Giuliana Busetto, quién sigue los sueños de su padre, estudiando música y el 1 de junio de 2011 nació su tercera hija, Cameron Busetto.

## Influencias artísticas
Cuando Busetto cumplió 20 años (el 7 de julio de 1991) le regalaron un casete de la banda británica de rock Queen, banda de la que hasta ese momento no era seguidor. El 24 de noviembre de 1991 falleció el líder de esa banda, Freddie Mercury. Busetto empezó a grabar las canciones de Mercury en un radio grabador de baja calidad (un National 300). Sus amigos observaron que podía imitar con cierto talento la voz del fallecido cantante británico.
Unos años después termina su carrera de medicina y realiza una especialización en cardiología. Montó un consultorio en el centro de la ciudad de La Plata y tomó algunas guardias semanales en hospitales de dicha ciudad. Se dedicó casi exclusivamente a la medicina durante unos años, sin dejar completamente de lado la música. Probó suerte en varios grupos de rock de su ciudad, con los que nunca llegó a cantar en vivo, debido a que su idea musical era hacer temas exclusivamente de Queen, ya fuera con tinte propio o como tributo, a lo que los distintos músicos con los que trabajó se negaban.

## Comienzos
Busetto comenzó a trabajar en la imitación a Freddie Mercury; sus particulares movimientos, su aspecto y su vestuario. Con el dinero que le daba la medicina compró gran cantidad de equipos de música, con los que empezó a realizar presentaciones ―primero para su círculo íntimo y luego en fiestas particulares―. A principios del año 2000, mientras compartía un café con su colega médico Luciano Monti, también músico, que hace poco había grabado el disco Tributo a The Police, pudo por fin realizar su idea de cantar con una banda en vivo en tributo a Queen. Allí nació la banda One & Dr. Queen.

## Etapa con la banda One
A mediados del 2000 «One» contaba con su primera formación y el 12 de agosto de 2000 debutaron en La Luna, un local de moda en esa época, ante unas 600 personas en la Ciudad de La Plata. En octubre del 2000, y luego de numerosos espectáculos en dicha ciudad, la banda participó en un recital a beneficio del Hospital Romero, que se realizó en el Teatro Municipal Coliseo Podestá, ante unas 900 personas, donde fueron los encargados de cerrar el espectáculo. En el año 2001 se produjo cambios en la formación de One: Se incorporaron Álvaro Navarro Kahn (licenciado en morfología musical) en guitarra.
Con estos dos cambios la banda incrementó su calidad musical, y continuaron ininterrumpidamente sus presentaciones hacia fines de ese año.
El año 2002 fue uno de los más importantes en la historia de One, ya que en dicho año grabaron sus dos primeros discos. En el mes de mayo lanzaron el álbum One, tributo a Queen, una producción propia e independiente, realizada entre los meses de febrero y mayo de ese año en los estudios Valmont. Incluía los temas:
- Love of my life
- Bohemian rhapsody
- Tie your mother down
- Somebody to love
- We will rock you
- We are the champions
- Spread your wings
- Play the game
- Another one bites the dust
- Crazy little thing called love
- Save me
- Under pressure
- I Want to break free
- Is this the world we created?
- One vision
- A kind of magic
- Friends will be friends
- The show must go on

Posteriormente, el 16 de agosto de 2002 grabaron en vivo en el Teatro Municipal Coliseo Podestá el álbum Queen by One, live at Wembley 86, en el cual recrearon el concierto brindado por la banda anglosajona en el estadio Wembley correspondiente al recordado Magic Tour, algo nunca antes realizado. En dicha oportunidad, la banda realizó una perfecta imitación de Queen en cuanto a vestuario, movimientos y temas interpretados.
En noviembre de 2002, y tras haber realizado numerosas presentaciones con gran éxito, la banda se presentó por primera vez en la ciudad de Buenos Aires (a 70 km al noroeste de La Plata), en La Trastienda, prestigioso local donde se han presentado respetados cantantes como JAF, Juan Carlos Baglietto, Fito Páez y otros.
Hacia el año 2004, Busetto se enfrentó a una difícil decisión, el crecimiento de la banda y la exigencia del público demandaba una dedicación exclusiva a la misma, por lo que decide dejar su consultorio, su trabajo en una clínica privada y un centro de rehabilitación cardíaca, aunque mantuvo algunas guardias en un hospital público, ya que ―según él mismo expresó― «mi profesión es la medicina». El 15 de octubre de 2004, One & Dr. Queen realizaron su primera presentación en una sala importante de Buenos Aires, el Teatro Astral, por el que pasaron figuras internacionales de la música y el espectáculo. El show recibió el nombre de The Show Must Go On en honor a la canción de Queen, y tuvo dos presentaciones, la segunda se realizó un día después, el 16 de octubre. Ambas tuvieron una gran repercusión, por lo que casi un año después One and Dr. Queen regresaron a otro de los grandes teatros de la capital argentina, el Teatro Ópera, con dos presentaciones, el 7 y 9 de septiembre de 2005.
Durante los años siguientes la banda realizó diversos recitales y participó en numerosos programas televisivos y radiales argentinos, destacándose su presencia en Videomatch (de Marcelo Tinelli), Susana Giménez y ¿Cuál es? (de Mario Pergolini), todos ellos de trascendencia nacional e internacional.
En 2006 la banda lanza su primer sencillo propio, una interpretación del Himno Nacional Argentino cantado en idioma inglés, idea que surgió de la imaginación de Busetto. Ya a partir de allí la banda empieza lentamente a acentuar rasgos que la diferenciaban en algún sentido de Queen y empiezan a componer temas propios, la mayoría de ellos obra de Busetto. Es así que comienzan a trabajar en la edición de un nuevo álbum que contaría con 4 temas de Queen y 8 temas propios, pero del mismo estilo y en idioma inglés.
En la actualidad el grupo se encuentra realizando giras por distintos países de Sudamérica, como Brasil (donde realizaron una gira que se extendió desde el 26 de junio al 5 de julio de 2008) o Uruguay, donde se presentaron en 3 ocasiones en Montevideo los días 22, 23 y 24 de agosto de 2008. Actualmente se encuentra haciendo giras por varios países de Europa tales como España donde adquirió mayor popularidad, igualmente en Suiza, Portugal y Francia logrando buenas críticas de parte de toda su audiencia y elegida recientemente en el “Freddie Mercury Memorial Day" como la mejor banda tributo a Queen del mundo.